# Lyn Oslo
SFK Lyn Oslo (norweg. lyn [lyːn] = „Blitz“) ist ein norwegischer Ski- und Fußballklub. Der Verein wurde am 3. März 1896 gegründet. 

## Fußballabteilung
Lyn Oslo gewann bisher zwei Meistertitel und erreichte acht Pokalsiege. 1968 gewann Lyn sowohl die nationale Meisterschaft als auch den Pokalwettbewerb. In den Jahren 2002 und 2005 konnte der Klub  in der Tippeliga, der höchsten norwegischen Liga, den 3. Platz erreichen. Der größte Erfolg auf europäischer Ebene war das 1969 erreichte Viertelfinale im Europapokal der Pokalsieger gegen den FC Barcelona. Heimstätte der Fußballabteilung FK Lyn Oslo war das Ullevaal-Stadion (Kapazität 25.000), das sich Lyn mit seinem Lokalrivalen Vålerenga IF teilte. 
In der Saison 2009 stieg Lyn Oslo in die Adeccoliga ab. Am 30. Juni 2010 erklärte der Verein seinen Konkurs, alle Spiele der bisherigen Saison wurden annulliert und die Spieler freigestellt. Den Rest der Saison 2010 konzentrierte man sich auf die verbliebene zweite Mannschaft, die nun im Frognerstadion und in der 6. Division (7. Liga) spielte. Ende 2010 konnten die Schulden der Erstligamannschaft bezahlt werden. Der Verband erteilte dem Club die Lizenz für die 4. Division in der Saison 2011. In jenem Jahr wurde der Aufstieg in die 3. Division erreicht, 2012 folgte der Aufstieg in die 2. Division. 2014 folgte der Umzug ins größere Bislett-Stadion.

### Erfolge
- Norwegischer Meister: 2× (1964, 1968)
- Norwegischer Pokalsieger: 8× (1908, 1909, 1910, 1911, 1945, 1946, 1967, 1968)

### Spieler
- Arne Brustad (1930–1948)
- Øivind Holmsen (1932–1946)
- Magnar Isaksen (1933–1946)
- Kristian Henriksen (1938–1946)
- Simen Agdestein (1984–1992), wurde vor allem als Schachspieler bekannt.
- Hassan El Fakiri (19??–1996) Jugend, (1996–1998, 2001–2002) Spieler,
- Ali al-Habsi (2003–2005)
- John Obi Mikel (2005–2006)
- Stefán Gíslason (2005–2007)
- Chinedu Obasi (2005–2007)
- Ahmad Elrich (2006)
- Eddie Gustafsson (2006–2009)
- Odion Ighalo (2007–2008)
- Lucas Pratto (2008–2009)
- Oliver Risser (2009–2010)

## Skiabteilung
Die Skiabteilung von Lyn Oslo ist eine der vielen großen des Landes, in dem Skilanglauf der Nationalsport ist. Hier arbeiten Trainer wie Kristin Lee Mikkelsen, Ingvild Solbakken und Margrethe Haugen. Bekannte Sportler die für den Verein starteten und starten sind der Olympiasieger im Skispringen von 1928, Alf Andersen, Skilanglaufolympiasieger von 1976, Ivar Formo, Ine Wigernæs, Espen Andersen, Geir Andersen, Ingvild Engesland und als aktuelles Aushängeschild des Vereines Ella Gjømle.